# Авіаційна безпека
Авіаційна безпека — захист цивільної авіації від актів незаконного втручання, який забезпечується шляхом здійснення комплексу заходів із залученням людських та матеріальних ресурсів.
Акти незаконного втручання:
- незаконне захоплення повітряних суден;
- руйнування повітряного судна, що перебуває в експлуатації;
- захоплення заручників на борту повітряних суден або на аеродромах;
- насильницьке проникнення на борт повітряного судна, в аеропорт або в розташування аеронавігаційного засобу чи служби;
- розміщення на борту повітряного судна або в аеропорту зброї, небезпечного пристрою або матеріалу, призначених для досягнення злочинної мети;
- використання повітряного судна, що перебуває в експлуатації, з метою заподіяння каліцтва, інших ушкоджень здоров’ю, смерті фізичній особі або значної шкоди майну чи довкіллю;
- повідомлення навмисно неправдивої інформації, що ставить під загрозу безпеку повітряного судна під час польоту або на землі, безпеку пасажирів, членів екіпажу, наземного персоналу або громадськості в аеропорту чи в розташуванні засобів або підрозділу цивільної авіації[1].